# Les Couleurs du diable
Pour plus de détails, voir Fiche technique et Distribution.
Les Couleurs du diable est un film franco-italien réalisé par Alain Jessua, sorti en 1997.

## Synopsis
Un jeune peintre talentueux rêve de gloire. Un homme la lui promet en échange de son talent et de son âme.

## Fiche technique
Sauf indication contraire, les informations mentionnées dans cette section peuvent être confirmées par la base de données cinématographiques Unifrance,  présente dans la section « Liens externes ».
- Titre : Les Couleurs du diable
- Réalisation : Alain Jessua
- Scénario : Roger Curel et Alain Jessua, d'après le roman  Le Témoin privilégié (Cold Eyes) de Giles Blunt
- Production : Sergio Gobbi
- Musique : Michel Portal
- Photographie : Pasqualino De Santis
- Montage : Hélène Plemiannikov
- Décors : Marta Zani
- Costumes : Gianna Gissi
- Lieu de tournage : Rome,  Italie
- Pays d'origine :  France,  Italie
- Langue de tournage : français
- Format : couleurs - 1,66:1 - Dolby Digital - 35 mm
- Genre : drame psychologique, thriller
- Durée : 90 minutes
- Date de sortie : 22 janvier 1997 (France)

## Distribution
- Ruggero Raimondi : Bellisle
- Wadeck Stanczak : Nicolas
- Isabelle Pasco : Valerie
- Bettina Giovannini (it) : la petite amie de Nicolas
- Philippe Dajoux : Leo
- José Quaglio : Peter
- Andréa Ferréol : Sherri
- Luca Zingaretti : Marc Lauzon
- Pascale Reynaud : Marta
- Elisabetta Rocchetti : Audrey
- Luciano Roffi : le premier inspecteur
- Hervé Ducroix : le second inspecteur
- Corrado Scalia : Albertini
- Marzia Nanni : Stripper
- Amerigo Palma : le meurtrier

## Autour du film
- Le tournage s'est déroulé à Rome. La première mort à laquelle assiste le peintre se déroule Place du Risorgimento[1].